# Linocarpon bipolare
Linocarpon bipolare är en svampart som beskrevs av K.D. Hyde 1992. Linocarpon bipolare ingår i släktet Linocarpon, klassen Sordariomycetes, divisionen sporsäcksvampar och riket svampar.   Inga underarter finns listade i Catalogue of Life.